# Brenner
Brenner (italià Brennero) és un municipi italià, dins de la província autònoma de Tirol del Sud. És un dels municipis del districte i vall de Wipptal. L'any 2007 tenia 2.043 habitants. Limita amb els municipis de Fleres, Racines, Vipiteno, Gries am Brenner (Àustria), Gschnitz (Àustria), Neustift im Stubaital (Àustria) i Obernberg am Brenner (Austria).

## Situació lingüística
| Idiom   | 1991   | 2001   |
| ------- | ------ | ------ |
| Alemany | 70,49% | 79,39% |
| Italià  | 29,23% | 20,29% |
| Ladí    | 0,28%  | 0,31%  |

## Història
Vora Brenner el 9 de setembre de 1966 foren morts tres guàrdies en un atemptat amb explosius a la seva caserna pel Befreiungsausschuss Südtirol: Franco Petrucci, Eriberto Volgger i Martino Cossu. Posteriorment un tribunal de Milà reconegué que hi jugà un rol important el militant Georg Klotz, qui va morir poc mesos abans de la sentència.

## Referències

Territori comunal

## Administració
| Període   | Identitat          | Partit |
| --------- | ------------------ | ------ |
| 2004-2008 | Christian Egartner | SVP    |